# Defense Intelligence Agency
La Defense Intelligence Agency (DIA in acronimo) è la principale agenzia militare di intelligence per l'estero, e uno dei principali produttori e gestori delle informazioni negli Stati Uniti d'America.

## Storia
È stata definita nel 1986 quale "agenzia di intelligence" e supporto di combattimento del Dipartimento della difesa degli Stati Uniti, ma la sua istituzione risale al 1961, a seguito di una decisione del Segretario della difesa Robert McNamara, durante la presidenza di John F. Kennedy.
Il Dipartimento della difesa creò la DIA con la pubblicazione della Direttiva 5105.21 rubricata Defense Intelligence Agency del 1º agosto, in vigore dal 1º ottobre 1961, sostituendo il Counter Intelligence Corps.

## Attività
La DIA è membro dell'United States Intelligence Community, che fa capo al Direttore dell'intelligence nazionale. Le attività della DIA sono ritenute analoghe al GRU della Russia, al Defence Intelligence Staff del Regno Unito, e all'Aman (IDF) di Israele.
Come uno dei principali membri della US Intelligence Community (IC), la DIA informa i responsabili politici nazionali civili e della difesa sulle intenzioni e le capacità di governi stranieri e degli attori non statali militari, fornendo anche assistenza di intelligence a livello di dipartimento e anche di coordinamento ai singoli militari, sia dei servizi segreti che combattenti. Le attività dell'agenzia comprendono le raccolta e l'analisi di informazioni relative alla politica, economia, industria, geopolitica, e medico-sanitarie dei paesi stranieri.

## Sedi e personale
Pare che disponga approssimativamente di 17.000 effettivi sparsi nel mondo (di cui il 65% personale civile), ma i dati esatti sono coperti da riservatezza. Le principali sedi operative DIA sono:
- Il Pentagono,
- il Defense Intelligence Analysis Center (DIAC),
- la Bolling Air Force Base in Washington38°50′52.8″N 77°00′43.2″W,
- l'Armed Forces Medical Intelligence Center (AFMIC) in Fort Detrick (Maryland),
- il Missile and Space Intelligence Center (MSIC) in Huntsville (Alabama).

## Organizzazione
- Directorate of Operations
  - Defence clandestine service
  - Defence attache system
  - Defence cover office
- Directorate of analysis
- Directorate for Science and Technology
- Directorate for mission services